# Interferometrický detektor gravitačních vln
Interferometrický detektor gravitačních vln je detektor gravitačních vln, který používá laserovou interferometrii pro detekci vlivu gravitačních vln na světlo, které se pohybuje tam a zpět mezi testovacími objekty.

## Princip
Princip detektoru je založen na tom, že pokud jedno jeho rameno je postupující vlnou zkráceno, druhé na něj kolmé rameno je jí prodlouženo a v druhé fázi je naopak první rameno prodlouženo a druhé zkráceno. Paprsek laseru je rozdělen do obou ramen, odražen zrcadlem a zachycen interferometrem. Změna délky není přímo měřena, ale pozorována jako změna interferometrického obrazce způsobená posunem fází elektromagnetické vlny laserů vracejících se z jiné vzdálenosti.
Dva prostorově vzdálené detektory umožňují ověřit, že se jedná o rychlostí světla se šířící gravitační vlnu a přibližně určit směr šíření. Více detektorů poskytuje přesnější měření a metodou triangulace přesnější údaj o směru šíření (směru, kterým leží zdroj vlnění). Alternativním řešením jsou ramena tvořící rovnostranný trojúhelník, kdy i jediný detektor zjistí informaci o směru šíření.
Protože gravitační vlny jsou extrémně slabé, musí lasery letět po dlouhé trajektorii a musí být zajištěno odfiltrování i velmi jemného šumu. Konstrukce detektorů je proto velmi náročná. Vzhledem k vlnové délce laseru musí být ramena minimálně několik set kilometrů dlouhá. V pozemských podmínkách by tak velké odrušené detektory nebylo reálné postavit, proto se volí kratší ramena prodloužená vytvořením rezonanční dutiny. Zrcadla jsou na obou koncích ramen a paprsky se od nich mnohokrát odrazí, než se opět spojí dopadnou do vlastního detektoru.

## Historie
Existence gravitačních vln byla prokázána pozorováním binárního pulsaru PSR B1913+16 v roce 1974 a platnost teorie experimentálně ověřena následnými dvěma desetiletími měření, které se přesně shodovalo s teorií a bylo oceněno Nobelovou cenou v roce 1993.
Nejprve byly budovány menší experimentální detektory, na kterých se ověřovaly technologie a hledaly cesty ke zvyšování přesnosti. K nim patřily:
- MARK2 v Pasadeně (USA), od roku 1991, délka ramen 40 m

- TAMA 300 ve městě Mitaka (u Tokia, Japonsko), od roku 1999, délka ramen 300 m

- GEO600 v blízkosti Sarstedtu (u Hannoveru, Německo), od roku 2000, délka ramen 600

Poté byly vybudovány detektory s kilometrovými rameny:
- LIGO v Hanfordu (stát Washington, USA), od roku 2002, délka ramen 4 km
- LIGO v Livingstonu (Louisiana) – identický detektor na druhé straně USA[1]
- VIRGO ves Cascina u Pisy (Itálie), od roku 2003, délka ramen 3 km

Na těchto třech detektorech se měřilo do roku 2010, na VIRGO po dílčím vylepšení ještě v roce 2011. Tehdy nebyla známa data, jak časté jsou jevy způsobující tímto detektorem zachytitelné vlny. Nebylo tedy ani známo, jak dlouho je nutné provádět měření, než pravděpodobně přijde první vlna. V roce 2010 se však došlo k závěru, že detektory nejsou dostatečně citlivé a ke zvýšení citlivosti bude nutné celé zařízení kompletně předělat. Při vývoji nových zařízení docházelo ke spolupráci mezi evropským a americkými týmy a sdílely spolu výsledky testování nových technologií, aby mohly být uplatněny na všech třech detektorech.
Dříve započaté a rychleji dokončené byly práce na amerických detektorech:
- Advanced LIGO, dvojice přepracovaných detektorů v USA, testovací provoz od 12. září 2015

K nalezení vlny v naměřených datech byl její průběh v čase (změny intenzity a frekvence) teoreticky spočítán a vytvořena rozsáhlá databáze různých průběhů v závislosti na různých parametrech (různé hmotnosti a rotace objektů, směr vln, vzdálenost od pozorovatele atd.). Nečekaně již po třech dnech testovacího provozu, kdy se měl detektor teprve kalibrovat, 15. září 2015 byl zaznamenán první záchyt. Vědci se však chtěli vyhnout blamáži jako v případě údajných nadsvětelných neutrin v experimentu OPERA roku 2011 nebo domnělé detekce reliktních gravitačních vln v experimentu BICEP2 roku 2014. Měsíce proto vše ověřovali, než 11. února 2016 oznámili výsledky včetně relativně detailních informací získaných z měření.
- Advanced VIRGO, přepracovaný evropský detektor, testovací provoz od 2016
- KAGRA v Kamioka (u Tokia, Japonsko), testovací provoz od 25. února 2020, délka ramen 3 km, nový systém

Japonský systém by měl do budoucna přinést přesnější měření díky umístění v podzemních tunelech a podchlazení celého systému, nejen podchlazení zrcadel. Pandemie covidu-19 však způsobila přerušení měření pozemními detektory. 
Práce detektorů je rozdělena na pozorovací běhy (observing runs), mezi kterými probíhají technologické odstávky a zkušební běhy. Pozorování je koordinované, aby probíhalo pokud možno na detektorech současně. První běh O1 probíhal na detektorech LIGO, k O2 se na konci připojilo VIRGO a krátce na to se účastnilo dalšího milníku, první detekce splynutí neutronových děr dne 17. srpna 2017 (GW170817). K O3 se v roce 2020 přidal čtvrtý detektor, japonská KAGRA, ale krátce na to byl ukončen kvůli pandemii. Během posledního O4 (od 2023) došlo v roce 2025 opět k pozorování na všech čtyřech detektorech současně.

## Plánované
- Einstein Telescope (ET) – evropský podzemní kryogenní (podchlazený) s třemi rameny o délce 10 km, citlivost 10−24, kolem 2030[3]
- LIGO India – Indický teleskop využívající technologii amerických detektorů, kolem 2030[4]
- LISA – evropský vesmírný detektor, tři ramena o délce 2,5 milionů kilometrů na oběžné dráze kolem Slunce, start 2035
- Tchien-čchin – čínský, trojice sond na oběžné dráze kolem Země, kolem 2035
- Big Bang Observer (BBO) – plánovaný nástupce projektu LISA, čtyři trojúhelníkové sestavy o délce ramen 50 tisíc km